# U-dualità
La U-dualità è una simmetria della teoria delle stringhe (o della M-teoria) che combina le trasformazioni della S-dualità e della T-dualità. Questo termine è spesso utilizzato nel contesto del "gruppo di simmetria della U-dualità" nella M-teoria secondo la definizione su un particolare spazio di fondo chiamato varietà topologicica. Questa dualità è l'unione di tutte le dualità S e T disponibili in quella topologia. In parole più semplici la "U-dualità" può essere vista come uno di quei dualismi che può essere classificato né come una S-dualità, né come una T-dualità; essa può essere vista ad esempio come una trasformazione che scambia una grandezza geometria di una teoria con un'altra della seconda teoria.

### Testi divulgativi
- Particelle,stringhe e altro di Warren Siegel, Di Renzo Editore (2008), ISBN 88-8323-204-6.
- L'Universo Elegante di Brian Greene, Einaudi (2000), ISBN 88-06-15523-7.
- La Trama del Cosmo di Brian Greene, Einaudi (2004), ISBN 88-06-18091-6
- La Materia-Specchio di Robert Foot, Macro Edizioni (2005) ISBN 88-7507-448-8
- Un Universo Diverso di Robert Laughlin, Codice Edizioni (2006) ISBN 88-7578-033-1
- Il Cervello Quantico di Jeffrey Satinover, Macro Edizioni (2002) ISBN 88-7507-408-9
- Il Giardino delle Particelle di Gordon Kane, Tea Edizioni (1997) ISBN 88-502-0125-7
- Il Paesaggio Cosmico: Dalla teoria delle stringhe al megaverso di Leonard Susskind, Adelphi (2006), ISBN 88-459-2153-0
- Neanche sbagliata. Il fallimento della teoria delle stringhe e la corsa all'unificazione delle leggi della fisica, di Peter Woit, Codice Edizioni, (2007) ISBN 88-7578-072-2
- Rischiare con Dio (dopo Einstein) di Antonino Palumbo, Edizioni Scientifiche Italiane, (2006), ISBN 88-495-1257-0
- L'Unificazione della Conoscenza di Antonino Palumbo, Edizioni Scientifiche Italiane, (2008), ISBN 978-88-495-1745-3

### Manuali
- Michael Green, John Schwarz and Edward Witten, Superstring theory, Cambridge University Press (1987). Il libro di testo originale.
  - Vol. 1: Introduction, ISBN 0-521-35752-7.
  - Vol. 2: Loop amplitudes, anomalies and phenomenology, ISBN 0-521-35753-5.
- Johnson, Clifford, D-branes, Cambridge University Press (2003). ISBN 0-521-80912-6.
- Joseph Polchinski, String Theory, Cambridge University Press (1998). Un testo moderno.
  - Vol. 1: An introduction to the bosonic string, ISBN 0-521-63303-6.
  - Vol. 2: Superstring theory and beyond, ISBN 0-521-63304-4.
- Zwiebach, Barton.  A First Course in String Theory.  Cambridge University Press (2004).  ISBN 0-521-83143-1.  Sono disponibili correzioni  online.